# Sue Sylvester
Susan "Sue" Sylvester es un personaje de ficción de la serie de comedia estadounidense Glee. El personaje es interpretado por la actriz Jane Lynch, y ha aparecido en Glee desde su episodio piloto, emitido el 19 de mayo de 2009 en Estados Unidos. Susan fue desarrollado por los creadores de Glee Ryan Murphy, Brad Falchuk e Ian Brennan. En Glee, Sue es la entrenadora de los animadores del instituto William McKinley. Debido a que su equipo de animadoras compite con el Glee Club, llamado New Directions, por la financiación limitada de la escuela, Sue está a menudo en desacuerdo con New Directions y más concretamente con su director Will Schuester (Matthew Morrison). Sue Sylvester es la antagonista principal de la serie.